# 카르토네마아과
카르토네마아과(cartonema亞科, 학명: Cartonematoideae 카르토네마토이데아이[*])는 닭의장풀과의 아과이다.

## 하위 분류
| 카르토네마족(Cartonemateae Faden & D.R.Hunt) - 카르토네마속(Cartonema R.Br.) | 트리케라텔라족(Tradescantieae Faden & D.R.Hunt) - 트리케라텔라속(Triceratella Brenan) |